# Comuna Ksaveriv, Malîn
Ksaveriv (în ucraineană Ксаверівська сільська рада) este o comună în raionul Malîn, regiunea Jîtomîr, Ucraina, formată din satele Ksaveriv (reședința), Rudnea-Kalînivka și Savlukî.

## Demografie
Componența lingvistică a comunei Ksaveriv
     Ucraineană (97,73%)
     Rusă (2,27%)
Conform recensământului din 2001, majoritatea populației comunei Ksaveriv era vorbitoare de ucraineană (97,73%), existând în minoritate și vorbitori de rusă (2,27%).